# Pinin Brambilla Barcilon
Giuseppina "Pinin" Brambilla (Monza, 1 de dezembro de 1925 - Milão, 12 de dezembro de 2020) foi uma restauradora italiana, conhecida entre outras coisas por ter conduzido a restauração de vinte anos da Última Ceia de Leonardo da Vinci no Convento da Igreja de Santa Maria delle Grazie em Milão de 1977 a 1999, mas também para a restauração dos afrescos de Giotto na capela Scrovegni em Pádua.